# Єрузале
Єрузале (пол. Jeruzale) — село в Польщі, у гміні Мокободи Седлецького повіту Мазовецького воєводства.
Населення — 31 особа (2011).
У 1975-1998 роках село належало до Седлецького воєводства.

## Демографія
Демографічна структура станом на 31 березня 2011 року:
|          | Загалом | Допрацездатний вік | Працездатний вік | Постпрацездатний вік |
| -------- | ------- | ------------------ | ---------------- | -------------------- |
| Чоловіки | 14      | 2                  | 10               | 2                    |
| Жінки    | 17      | 1                  | 11               | 5                    |
| Разом    | 31      | 3                  | 21               | 7                    |